# 伊地知美姫
伊地知 美姫（いじち みき、1996年9月18日 - ）は、鹿児島県鹿児島市出身のハンドボール選手。日本ハンドボールリーグのオムロン所属。

## 経歴
鹿児島県立鹿児島南高等学校時代は2014年に第22回日・韓・中ジュニア交流競技会の日本代表に選ばれた。
2015年に日本ハンドボールリーグのオムロンへ加入。8月に第13回女子ジュニアアジア選手権の日本代表U-20に選出された。
2016年は第20回女子ジュニア世界選手権の日本代表U-20に選ばれた。
2017年はカザフスタン代表との親善試合「ヤングおりひめトライアルゲームズ」の日本代表U-22に選出。

## 詳細情報

### 年度別成績
| 年       | チーム   | 試合 | フィールド 得点 | 率   | 7m  | 合計 | 警告 | 退場 | 失格 |
| -------- | -------- | ---- | --------------- | ---- | --- | ---- | ---- | ---- | ---- |
| 2015-16  | オムロン | 0    | -               | -    | -   | -    | -    | -    | -    |
| 2016-17  | オムロン | 0    | -               | -    | -   | -    | -    | -    | -    |
| 2017-18  | オムロン | 1    | 0/1             | .000 | 0/0 | 0/1  | 0    | 0    | 0    |
| 2018-19  | オムロン | 19   | 5/14            | .357 | 0/0 | 5/14 | 0    | 0    | 0    |
| JHL：4年 | JHL：4年 | 20   | 5/15            | .333 | 0/0 | 5/15 | 0    | 0    | 0    |

### 記録

#### 日本ハンドボールリーグ
- フィールドゴール初得点：2019年1月20日、対HC名古屋戦（人吉スポーツパレス）[6]

### 背番号
- 18 (2015年 - )

## 代表歴

### 日本代表U-22
- ヤングおりひめトライアルゲームズ (2017年)

### 日本代表U-20
- ジュニア世界選手権 (2016年)
- ジュニアアジア選手権 (2015年)